# بيروزوفو
بيروزوفو (بالروسية: Березово) هي إحدى قرى روسيا في الكيان الفدرالي الروسي أوكروغ خانتي-مانسي ذاتية الحكم.يبلغ عدد سكانها 7034 نسمة.أسست في سنة 1593.

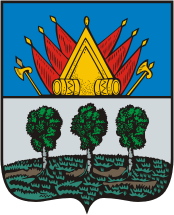
علم بيروزوفو

## أعلام
- ماريا مينشيكوف
- روسلان بروفودنيكوف